# Sinostrangalis leptus
Sinostrangalis leptus là một loài bọ cánh cứng trong họ Cerambycidae.